# Södra Mörtvattnet
Södra Mörtvattnet är en sjö i Färgelanda kommun i Dalsland och ingår i Örekilsälvens huvudavrinningsområde. Sjön har en area på 0,0651 kvadratkilometer och ligger 132,7 meter över havet.

## Delavrinningsområde
Södra Mörtvattnet ingår i det delavrinningsområde (650125-128093) som SMHI kallar för Mynnar i Munkedalsälven. Medelhöjden är 120 meter över havet och ytan är 36,42 kvadratkilometer. Räknas de 2 avrinningsområdena uppströms in blir den ackumulerade arean 75,4 kvadratkilometer. Lillån som avvattnar avrinningsområdet har biflödesordning 3, vilket innebär att vattnet flödar genom totalt 3 vattendrag innan det når havet efter 32 kilometer. Avrinningsområdet består mestadels av skog (55 procent), öppen mark (14 procent) och jordbruk (21 procent). Avrinningsområdet har 0,97 kvadratkilometer vattenytor vilket ger det en sjöprocent på 2,7 procent. Bebyggelsen i området täcker en yta av 2,27 kvadratkilometer eller 6 procent av avrinningsområdet.